# 卡瓦列罗斯自由镇
比利亚夫兰卡德洛斯卡瓦列罗斯，是西班牙卡斯蒂利亚-拉曼恰托莱多省的一个市镇。总面积107平方公里，总人口5262人（2001年），人口密度49人/平方公里。